# Ptychodus mortoni
Espèce
Ptychodus mortoni est une espèce éteinte de requins du genre Ptychodus. Il a vécu en Amérique du Nord au cours de la deuxième moitié du Crétacé supérieur, il y a environ entre −86 et −66 Ma (millions d'années).
Ses fossiles ont été retrouvés dans le sud des États-Unis et au Mexique.

## Description
Avec ses 7 à 10 mètres de long, c'est le plus grand représentant du genre Ptychodus.

## Régime alimentaire
Il vivait principalement dans les zones littorales où il trouvait de la nourriture comme des bivalves à coquille épaisse de la famille des inoceramidés : Volviceramus et  Platyceramus, lointains parents des moules. Sa grande taille devait également lui permettre de se nourrir d'ammonites et de tortues primitives comme Desmatochelys.